# Maldanella valparaisiensis
Maldanella valparaisiensis är en ringmaskart som beskrevs av McIntosh 1885. Maldanella valparaisiensis ingår i släktet Maldanella och familjen Maldanidae. Inga underarter finns listade i Catalogue of Life.